# Hezekiah L. Hosmer
Hezekiah Lord Hosmer (* 7. Juni 1765; † 9. Juni 1814 in Hudson, New York) war ein US-amerikanischer Jurist und Politiker. Zwischen 1797 und 1799 vertrat er den Bundesstaat New York im US-Repräsentantenhaus.

## Werdegang
Hezekiah Lord Hosmer wuchs während der britischen Kolonialzeit auf. Er studierte Jura. 1785 erhielt er seine Zulassung als Anwalt am Mayor’s Court of Hudson. Dann war er in den Jahren 1793 und 1794 Recorder in Hudson.
Politisch gehörte er der Föderalistischen Partei an. Bei den Kongresswahlen des Jahres 1796 wurde Hosmer im sechsten Wahlbezirk von New York in das damals noch in Philadelphia tagende US-Repräsentantenhaus gewählt, wo er am 4. März 1797 die Nachfolge von Ezekiel Gilbert antrat. Er schied nach dem 3. März 1799 aus dem Kongress aus. Als Kongressabgeordneter sollte er 1798 ein Amtsenthebungsverfahren (impeachment) gegen William Blount, US-Senator aus Tennessee, leiten. Allerdings wurde das eingeleitete Amtsenthebungsverfahren gegenstandslos, da Blount am 7. Juli 1797 bereits aus dem Senat ausgeschlossen wurde.
Nach seiner Kongresszeit war er in den Jahren 1810, 1811, 1813 und 1814 wieder als Recorder tätig. Er starb am 9. Juni 1814 in Hudson.